# Тангалай

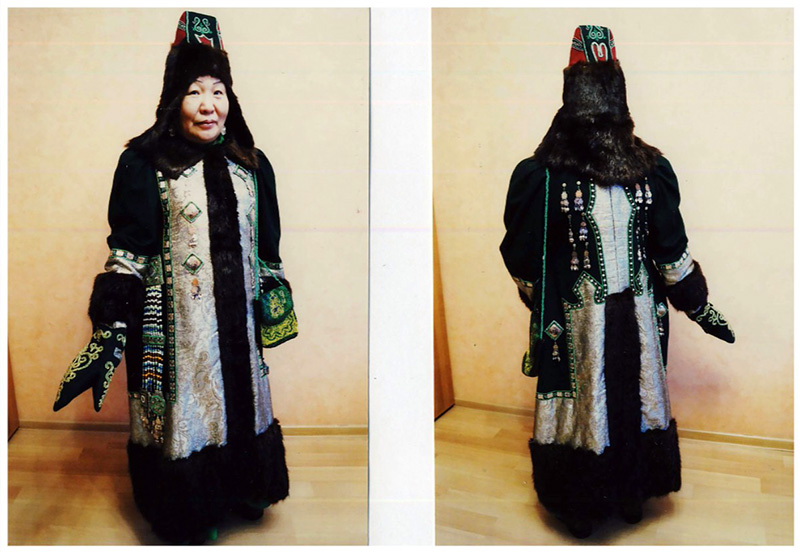

Тангалай (таналай) (якут. таҥалай) — один из видов традиционной национальной якутской женской одежды. Считается наиболее древним кроем якутской одежды, из известных.
Представлял он собой изделие из сыромятной кожи (ро́вдуги) с меховыми вставками в верхней части рукава. Талия была декорирована металлическими украшениями, по бокам присутствовали разрезы. На данный момент такой костюм уже не носят.
Время его повсеместного использования пришлось на XVI—XVIII века, к концу XVIII века тангалай вытесняется новым обликом якутской традиционной одежды. В XIX веке сохранялись отдельные экземпляры тангалая в вилюйских улусах, но они больше ценились как раритет, а не как бытующая одежда. Эти изделия бережно хранились, передавались по наследству, как большая ценность. И к началу XX века практически исчезли из употребления. Вариативность тангалаев видна на сохранившихся зарисовках исследователей XVIII—XIX веков, и на материалах археологических раскопок. Однако единая стилистика оформления тангалаев говорит о едином культурном горизонте на всей территории проживания якутов, несмотря на большие расстояния.

## См. также

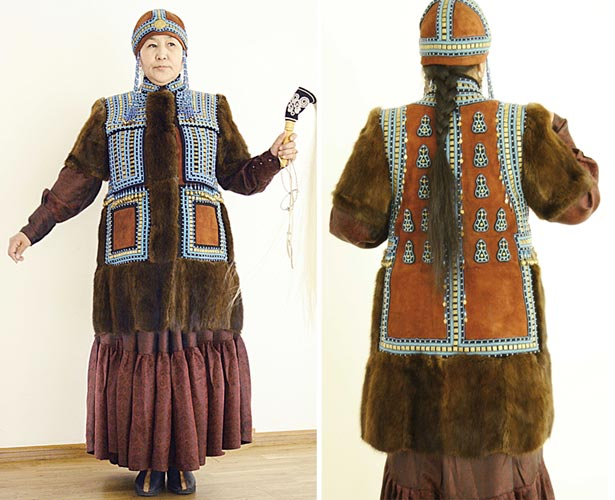
Женская одежда «таҥалай сон»